# Chatteris
Chatteris este un oraș în comitatul Cambridgeshire, regiunea East, Anglia. Orașul se află în districtul Fenland.